# Totem és tabu
A Totem és tabu (eredetileg németül Totem und Tabu) Sigmund Freud 1913-ban megjelent kötete, melyben Freud a pszichoanalitikus fogalmakat társadalmi jelenségekre alkalmazza. Freud itt a törzsi társadalmak hiedelemvilága és a neurotikus tünetek közötti hasonlóságot vizsgálja. A kötetben olyan jelenségekkel foglalkozik, mint a tabu, a mágia, illetve a totemizmus. Munkája során elsősorban Frazer munkáira támaszkodik.

## A tabu
A tabu olyan dolog, tárgy, élőlény, amelynek az érintése vagy gyakran a megnevezése is súlyos büntetést von maga után. Ez a büntetés nem külsőleg érkezik, hanem belső végzetként teljesedik be (aki pl. a törzsfőnök megmaradt táplálékából eszik, amire a varázserővel felruházott vezető természetfeletti hatalma átterjedt, néhány napon belül meghal). A tabutárgy egyszerre rendelkezik a szentség erejével és fenyegető, pusztító hatalommal. Freud a tabut az emberi érzelmek ambivalenciájával hozza összefüggésbe, vagyis azzal a jellegzetességgel, hogy az érzelmek legtöbbször saját ellentétükkel járnak együtt, a szeretet mellett általában megtalálható a gyűlölet, és fordítva. A tabu esetében Freud elfojtott agresszív ösztönök jelenlétét feltételezi: tabu az a tárgy vagy személy, aki ellen elfojtott ellenséges érzelmeket táplálnak, vagy ami a bűnre csábít. Az agressziót olyan módon fojtja el a közösség, hogy megerősíti annak ellentétét, a féltő szeretetet, vagy távol tartja magát attól. Freud három fontosabb tabutémát elemez alaposabban.
- Az első a megölt ellenség tabuja. A halott ellenség levágott fejét sok népnél szentségként kezelik, amivel Freud szerint az ellenséges érzelmek és az elkövetett erőszakos cselekedet miatti lelkiismeret-furdalást kompenzálják. Ezzel a lelkiismeret-furdalással, mint látjuk, a törzsi népek nem szembesülnek közvetlenül, hanem a szertartásaikban próbálják azt feldolgozni. Freudot itt tehát a tudattalan lelkiismeret foglalkoztatja, amelyet nagyjából tíz évvel később a második topográfiai modellben a felettes-én létrehozásával magyaráz meg.
- A második az uralkodók tabuja. Az uralkodó érintése, lehelete egyszerre képes a csodálatos gyógyításra és a másik elpusztítására is, emiatt az uralkodót elkülönítik a társadalomtól, és olyan szabályok közé kényszerítik, amelyek gyakran az elviselhetetlenségig korlátozzák annak szabadságát (pl. nem szabad a sátorból kilépnie, nehogy bűvös ereje megfertőzze a napot). Freud ebben a jelenségben szintén az uralkodó elleni elfojtott ellenséges indulatot látja.
- A harmadik a halottak tabuja. A halottaktól sok természeti népnél rettegnek, mivel úgy vélik, az ismerőseikből haláluk után rossz szándékú, ártó démonok válnak. Freud szerint ennek a jelenségnek az a magyarázata, hogy saját, a halottakkal szemben táplált ellenséges indulatunkat vetítik ki, szakszóval projektálják a halottakra.

## A mágia
A mágia azon a hiedelmen alapul, hogy a világ egymástól távol eső, különböző dolgai között belső kapcsolat van, és így az egyik dologra való ráhatással a másikat is uralmunkba keríthetjük. A mágiának két fajtája különböztethető meg. 
- A mágia egyik fajtája a hasonlóságra alapul. Ilyenkor elkészítenek és elpusztítanak egy ellenséges személyt vagy istenséget ábrázoló figurát abban a reményben, hogy a hasonlóság miatt a bábu eredetijére is hatással tudnak lenni. Az ókori Egyiptomban pl. úgy gondolták, hogy amikor Ra, a napisten lenyugszik a láthatáron, ellenségével Apepivel és az általa vezetett démoncsapattal kell megküzdenie. Apepi időnként nappal is szembeszáll a Ra-val, ilyenkor az eget felhők borítják. Hogy segítsenek Ra-nak, az egyiptomi papok krokodil formájában elkészítették Apepi képét, és elégették azt. Japánban szokás volt, hogy az emberek éjjel kimentek a földre, hogy a saját közösülésük bemutatásával kiváltsák a föld termékenységét.
- A másik fajta térbeli érintkezésen alapul: feltételezik, hogy ha megszerzik az ellenség ruháját, haját, körmét, akkor az érintkezés miatt a szertartással annak eredetére is hatással tudnak lenni. Ennek jellegzetes esete az, amikor úgy gondolják, hogy a sebet ejtő fegyver megtisztításával a seb is gyógyítható.

Freud szerint itt a lelki folyamatok projektálása működik: feltételezik, hogy lelki képzetek közötti asszociatív kapcsolatok a valóságban, a külvilágban is léteznek.

## A totemizmus
A könyv leghosszabb szakaszában Freud a totemizmus jelenségét, annak eredetét, értelmét vizsgálja. A totem olyan tárgy, vagy legtöbbször inkább állat, amellyel az embernek különleges kapcsolata van: az ember vigyáz a totemre, pl. nem öli meg a totemállatot, a totem pedig óvja az embert. Amikor pl. egy ragadozó állat a totem, a törzs tagjai úgy gondolják, az állat nem fogja őket bántani. A törzs a totemállattól származtatja magát. Ehhez kapcsolódik az exogámia jelensége, vagyis az, hogy az ugyanahhoz a totemhez tartozó törzstagok nem létesíthetnek egymással szexuális viszonyt. Írásában Freud arra keresi a választ, hogy honnan származik a totemállat képzete és a totemtagok közötti inszcesztus, vagyis vérfertőzés tilalma.
Mielőtt ismertetné a jelenséggel kapcsolatos saját elgondolását, Freud felsorol számos elméletet azzal kapcsolatban, hogy hogyan jött létre a totemizmus. Ilyen pl. a nominalisztikus elmélet, amely szerint az egyes közösségek kezdetben egyszerűen azért, hogy megkülönböztessék magukat más közösségektől, egy állattal nevezték meg saját törzsüket, és a név később létrehozta a totemállattal való mélyebb azonosulást.
Freud saját értelmezésének kiindulópontja a gyerekkori totemizmus leírása. Vannak gyerekek, akik egyes állatokkal hasonlóképpen viselkednek, mint a törzsek a totemmel: egyszerre tisztelik az adott állatot, gyengéden, barátként viszonyulnak ahhoz, miközben az állattal kapcsolatos elfojtott agresszió is megfigyelhető náluk. Freud szerint ezekben az esetekben az állat mindig az apát helyettesíti, akit a gyerek csodál, de az Ödipusz-komplexus, az anya miatti elfojtott szerelme miatt retteg is tőle, hiszen az apa fenyegető jelenléte meghiúsítja az anya iránti tudattalan szerelmét. Freud ebből levonja a következtetést, hogy a totemállat tulajdonképpen az apát helyettesíti.
Freud ezután a totemlakomával foglalkozik, aminek leírását a korabeli szakirodalomból idézi. A totemlakoma során a törzs tagjai megölik és felfalják a totemállatot, ami egyébként tabu a számukra. Az állat legyilkolásában és elfogyasztásában a törzs minden – tagja részt vesz, a bűntudat így összekapcsolja az egyes tagokat, miközben az evéssel részesülnek a totem kivételes hatalmából is.
Freud összekapcsolja a fentebb leírt gondolatokat, és kialakítja a saját elgondolását. Darwin nyomán feltételezi, hogy e legrégebbi időkben az emberiség egészen kicsi őshordákból állt, ahol egy hím és egy vagy több nőstény élt együtt. Egy napon a fiúk, a testvérek megölték a csodált és rettegett apát, a tetemét pedig elfogyasztották. Mivel az apával külön-külön nem tudtak volna szembeszállni, összefogtak, a közös bűn így összekapcsolta őket. Az apa elfogyasztásának tette pedig arra a vágyra irányul, hogy annak hatalmát, erejét belsővé tegyék. A fiúk tehát közösen erősebbek voltak, mint az apa, de egyik sem volt erősebb a másiknál. Mikor az apát megölték, a nőkkel kapcsolatban vetélytársai lettek egymásnak, és mivel a küzdelem nem vezetett volna eredményre (hiszen egyenlő erősek voltak), bevezették az incesztus-tilalmat.

## Magyarul
- Totem és tabu; ford. Pártos Zoltán; Dick, Bp., 1918
- Totem és tabu; ford. Pártos Zoltán; Göncöl, Bp., 1990
- Totem és tabu; ford. Pártos Zoltán; in: Sigmund Freud művei; sorozatszerk. Erős Ferenc; Cserépfalvi–Filum, Bp., 1993–2001; 5. Tömegpszichológia. Társadalomlélektani írások; 1995